# Judy Martz

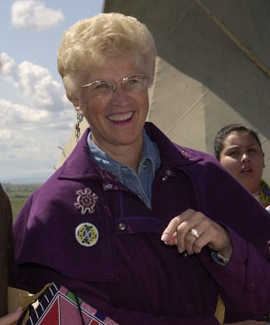
Em 2003

Judy Martz (Big Timber, Montana, 28 de julho de 1943 – Butte, 30 de outubro de 2017) foi uma política americana, foi governadora de Montana, entre 2001 a 2005. Anteriormente, ela era vice-governador de Montana, no governo de Marc Racicot entre 1997 a 2001. Ela foi a primeira governadora de Montana.